# Le Gardien Blanc
Pour les articles homonymes, voir Le Gardien.
Le Gardien Blanc est un personnage fictif de la série Doctor Who interprété par  Cyril Luckham et inventé par le producteur Graham Williams.

## Présentation
Le Gardien Blanc est une personnification anthropomorphique de l'ordre, la contre-partie du Gardien Noir qui, lui, est la personnification des forces de l'entropie et du chaos. Les deux gardiens tentent d'équilibrer les forces de l'univers et même si le Gardien Noir semble décider que la balance soit en faveur du chaos et du mal, le Gardien Blanc préfère maintenir le statu quo. Les deux gardiens apparaissent lors de la 16e saison de la série, au cours de laquelle ils sont liés à la quête du Docteur pour obtenir la clé du temps, un immense artefact qui permet de donner à celui qui la possède le pouvoir sur tout ce qui existe.

## Évolution du personnage
Au début de l'épisode « The Ribos Operation » le Gardien Blanc demande au 4e Docteur de retrouver les six segments de la clé du temps, une quête qui durera le temps de la saison 16 de la première série. Le Docteur affronte d'ailleurs plusieurs ennemis s'affirmant comme étant les émissaires de l'opposant du Gardien Blanc, le Gardien Noir : Cessair de Diplos dans « The Stones of Blood », L'Ombre dans « The Armageddon Factor ». Dans l'épisode « The Armageddon Factor » le Gardien Noir se déguise sous l'apparence du Gardien Blanc afin de mettre la main sur la clé. Or, la dernière partie de la clé est en réalité une jeune femme, la princesse Astra d'Atrios, qui mourra si la clé est assemblé. Voyant l'indifférence du Gardien à sa disparition, le Docteur se rend compte qu'il ne peut s'agir du Gardien Blanc et décide de disperser à nouveau la clé à travers l'espace et le temps. En proie à la fureur du Gardien Noir, le Docteur sera obligé un temps de mettre un mélangeur permettant d'errer au hasard lors de ses voyages avec le TARDIS afin de ne pas être traqué dans l'espace-temps.
Le Gardien Blanc réapparaît en 1983 dans l'épisode « Enlightenment » à la fin d'une suite de trois épisodes surnommée « la trilogie du Gardien Noir. » Dans cet épisode, des êtres nommés les Éternels effectuent une course sur des bateaux flottant dans l'espace et le prix qu'ils convoitent est l'Illumination, une pierre permettant d'absorber un immense savoir. Le Gardien Noir et le Gardien Blanc sont chargés de remettre l'Illumination. Celle-ci est donnée au Docteur qui la refuse, puis à Vislor Turlough, l'un des compagnons du Docteur, qui décide de se détourner du Gardien Noir qui le manipulait jusque-là. Turlough décide finalement de rester loyal au Docteur, ce qui fait disparaître le Gardien Noir, même si le Gardien Blanc explique qu'il reviendra un jour et poursuivra à nouveau le Docteur.
Il semble que malgré leurs pouvoirs, les Gardiens ne peuvent agir directement et doivent avoir recours à des agents qu'ils guident ou manipulent. Aucun des deux gardiens n'est jamais réapparu dans la série télé, même si ceux-ci semblent être revenus dans les romans et pièces audiophoniques dérivés de la série.